# Lê Bosc

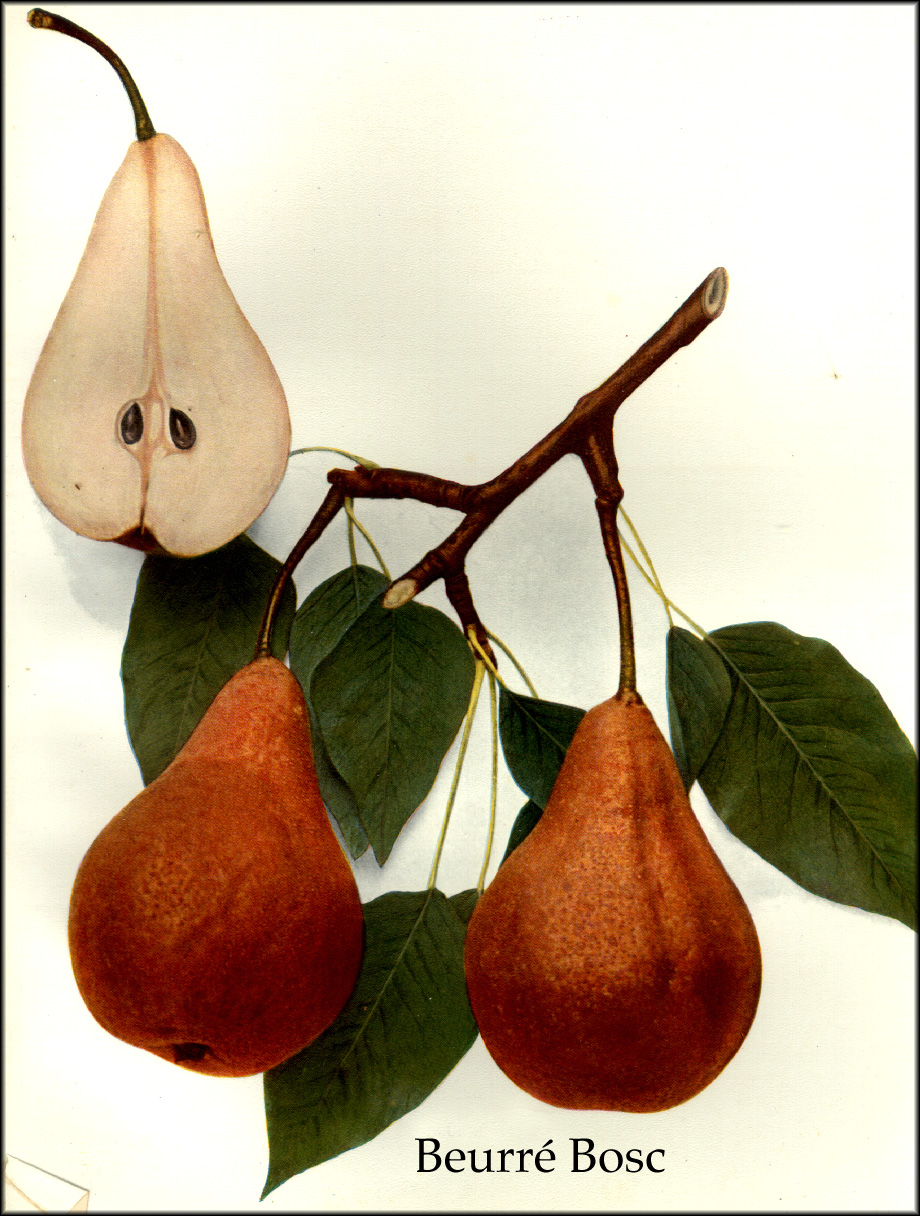
Bosc Pear, từ The Pears of New York (1921) của Ulysses Prentiss Hedrick

Beurré Bosc hay Bosc là giống cây lê châu Âu (Pyrus Communis) có nguồn gốc từ Pháp hoặc Bỉ. Với tên gọi khác là Kaiser, chúng được trồng ở Châu Âu, Úc, British Columbia và Ontario, Canada, các bang phía tây bắc Hoa Kỳ và California, Washington và Oregon;
Beurré Bosc được trồng đầu tiên tại Pháp. Cái tên Bosc được đặt theo tên của một nông dân người Pháp Louis Bosc.
Chúng có những đặc điểm đặc trưng như cổ thon dài và có vỏ màu tía. Nổi tiếng với màu vàng quế ấm áp, lê Bosc thường được làm mẫu trong các bức vẽ, tranh vẽ và nhiếp ảnh do hình dáng của nó. Thịt trắng của chúng dày, giòn và mịn hơn so với lê 'Williams' hoặc 'D'Anjou'. Chúng được mệnh danh là "quý tộc của các loại lê". Chúng rất thích hợp khi sử dụng để kho.

## Lịch sử
Không rõ nguồn gốc của lê Bosc đến từ Bỉ hay Pháp. Lê Bosc được mô tả lần đầu tiên vào đầu những năm 1800.

## Mùa
Mùa lê Bosc bắt đầu vào mùa thu, có thể là vào tháng 9 và kéo dài suốt mùa xuân đến tháng Tư và tháng Năm.

## Hương vị và độ chín
Lê Bosc rất đặc trưng với thịt cứng và vỏ tía. Hơn nữa, trong chu kỳ chín của chúng, chúng có xu hướng ngon ngọt, giòn và ngọt hơn.
Khi chúng đã đạt đến trạng thái chín hoàn toàn, hương vị của lê Bosc trở nên ngọt ngào, mềm mại và nhăn hơn. Một khía cạnh cho thấy khi lê Bosc hoàn toàn chín, vỏ của chúng trở nên nhăn nheo ở phần trên cùng của quả.
Loại lê Bosc đặc biệt và lạ mắt ở Canada và chúng có đường kính ít nhất là 54 mm. Những quả lê này rất mịn màng, sạch sẽ và phát triển tốt.

## Dinh dưỡng
Hầu hết các quả lê đều là một nguồn cung cấp chất xơ tốt, một quả lê cỡ trung bình có thể cung cấp sáu gram chất xơ. Ngoài ra, lê nổi tiếng là nguồn vitamin C, 420 kilojoules (100 kilocalories) năng lượng. Hơn nữa, Lê không có natri, không có chất béo cũng như không có cholesterol.

## Công dụng
Vì lê Bosc có thịt chắc và rắn, chúng có thể được sử dụng theo nhiều cách khác nhau như nướng và kho.